# Mulțime deschisă
În matematică, o mulțime se numește deschisă într-un spațiu topologic (sau în particular într-un spațiu metric) dacă orice punct al mulțimii se găsește la o distanță nenulă de complementul acelei mulțimi. Prin interiorul unei mulțimi se înțelege mulțimea punctelor din mulțimea originală, aflate la distanță nenulă de complementul mulțimii.
O mulțime este deschisă dacă și numai dacă complementul ei, față de spațiul topologic considerat, este o mulțime închisă.
În orice spațiu topologic, mulțimea vidă ({\displaystyle \emptyset }) și întreg spațiul sunt, simultan, mulțimi închise și mulțimi deschise. Un spațiu conex nu are alte submulțimi simultan deschise și închise.